# Bijeypur
Bijeypur (o Bijaipur) è una suddivisione dell'India, classificata come nagar panchayat, di 14.555 abitanti, situata nel distretto di Sheopur, nello stato federato del Madhya Pradesh. In base al numero di abitanti la città rientra nella classe IV (da 10.000 a 19.999 persone).

## Geografia fisica
La città è situata a 26° 3' 0 N e 77° 22' 0 E e ha un'altitudine di 224 m s.l.m..

## Società

### Evoluzione demografica
Al censimento del 2001 la popolazione di Bijeypur assommava a 14.555 persone, delle quali 7.954 maschi e 6.601 femmine. I bambini di età inferiore o uguale ai sei anni assommavano a 2.674, dei quali 1.462 maschi e 1.212 femmine. Infine, coloro che erano in grado di saper almeno leggere e scrivere erano 8.116, dei quali 5.306 maschi e 2.810 femmine.